# Фидон из Аргоса
Фидон из Аргоса (грч. Φείδων) је био краљ и тиран Аргоса у првој половини 7. века п. н. е. Аргос је у његово време постао доминантна сила на Пелопонезу потиснувши Спарту у други план. Преузео је контролу над Олимпијски играма. Први је увео систем утега и мера.

## Успоставља тираниду
Према Ефору био је десети по реду краљ након Темена. Према Теопомпу био је шести након Темена. Темен је био пети након Херакла. За време Фидонових претходника краљевска власт се свела више на протоколарни ниво. Фидон је међутим приграбио готово све полуге власти и власт му је постала деспотска, па су га називали тираном. Аристотел помиње да је Фидон као краљ успоставио тираниду. Пре Фидона власт је као и у осталој Грчкој тога доба била олигархија. Прави носилац власти била је аристократија, а краљ је био личност без праве власти. Изгледа да је Фидон осмислио хоплите и да је као вођа хоплита извршио преврат и укинуо превласт аристократије уз помоћ својих хоплитских присталица.

## Хоплитска хипотеза
Као могући узрок брзога успона Аргоса, његове војне доминације на Пелопонезу помиње се увођење хоплитскога ратовања. Аргос је био или прва држава, која је користила хоплитску фалангу или је прва почела да ефикасно користи тај начин ратовања. Штит, који је био најистакнутији део хоплитскога ратовања називао се аргивским штитом. То значи да је штит био или измишљен у Аргосу или су се Аргивци посебно истакли у његовом кориштењу.

## Успоставља хегемонију на Пелопонезу
Фидон је успоставио контролу над Клеоном, Флијем, Сикионом, Епидауром и Егином, који су успели раније да постигну практичку независност и изађу из конфедерације са Аргосом. Међутим Фидон је за кратко време Аргос уздигао на ниво једне од најјачих грчких сила. Аргивци су победили Спарту 669/668. п. н. е. код Хисија. Фидон је на тај начин успео да Спарту лиши хегемоније на Пелопонезу. Аргос је постао доминантна сила Пелопонеза.

## Контрола над Олимпијским играма
Фидон је преузео контролу над Олимпијским играма, па је протерао елејске судије из Олимпије. Дао је предорским становницима Писе да уместо Елејаца контролишу Олимпијске игре. Могуће је да се то десило 668. п. н. е. Сам је организовао Олимпијске игре и због свега тога замерио се многим Грцима. Контролу над Олимпијским играма је преузео позивајући се на порекло од Херакла. Напао је и градове, које је Херакло био освојио.

## Пад
Спарта се придружила Елиди, јер се надала да ће повратити своју хегемонију на Пелопонезу. Успели су заједно да свргну Фидона, а Спартанци су помогли Елејцима да врате под своју контролу Пису, Трифилију и Олимпијске игре.

## Систем утега и мера
Увео је систем утега и мера, који су по њему назване Фидонске. Према Ефору почео је да кује златан и сребрн новац. Што се тиче новца Херодот и Ксенофан су помињали Лидијце као прве, који су ковали новац. У време Фидона није било новца у Грчкој у време Фидона, тако да је та Ефорова тврдња по свој прилици нетачна. Међутим што се тиче утега и мера Херодот потврђује да је Фидон први увео утеге и мере.